# Louis Derthal
Louis Derthal, pseudonyme de Valentine Renée Cottron Ferragu, née le 26 juin 1889 à Figeac, et, morte  le 24 mai 1968 à Bourges, est une écrivaine de langue française.

## Biographie
Fille d'un chef de chantier au chemin de fer et d'une teinturière, Valentine Renée Cottron naît le 26 juin 1889 à Figeac. Elle épouse le 12 février 1935 Fernand Ernest Ferragu (1901-1969) , un mécanicien d'origine berrichonne. 

## Œuvres
- L'Ermite de Rochemaure (1929)
- L'amour veillait (1930)  — publié en feuilleton dans L'Ouest-Éclair lire en ligne sur Gallica
- La Pupille de M. de Bréhant (1930)
- Josette et ses flirts (1930)
- L'Ermite de Rochemaure (1931)  — publié en feuilleton dans L'Ouest-Éclair lire en ligne sur Gallica
- La Faute de maître Aurel (1931)
- Les Surprises du cœur (1932)
- L'Amour sans fard (1932)
- La Toile inachevée (1933)
- Le Sorcier du Val-Noir (1934)  — publié en feuilleton dans L'Ouest-Éclair lire en ligne sur Gallica
- Un singulier mariage (1934) ; traduction en portugais : Casamento Imprevisto, Romano Torres, 1949[4]

Cœur en attente (1934)
- L'Idylle au crépuscule (1935)
- Le Voile sur l'amour (1939)
- La Cabane du Bord de L’eau (1940)
- Le Rêve interrompu (1942)
- L’Éphémère Tendresse (1943)
- Danièle et son rêve (1947)
- Le Sorcier du Val – Noir (1948)
- La Barque enchantée (1953) ; traduction en portugais : A Barca encantada[5]
- Le Mystère de Noirfontaine (1935 Les romans bleus)
- Le Gardien de son cœur (1956)
- Le Choix du cœur (1958) lire en ligne sur Gallica
- Intrigante par amour (1961)

## Critique
- « En dépit de son titre léger, ce roman touche aux questions les plus graves ! La jeune fille y écrase en un tour de main le matérialisme et la libre-pensée, et y proclame la faillite de la science, représentée par son père, un vieux brave homme de savant un peu fou, et par deux forbans scientifiques, un Italien et un Russe, dont sa personne et sa dot sont l'objectif, et dont l'un tout au moins ne recule pas devant le crime pour réussir, ou se venger. Heureusement tout finit bien, et Josette est sauvée d'un poison microbien [tiré par l'Italien du laboratoire paternel] par un jeune et savant médecin : un sérum de l'Institut Pasteur réhabilite la science au dernier moment, et Josette sera une femme heureuse! »[6]